# Wagniserziehung
Unter Wagniserziehung versteht man das pädagogische Heranführen an wertvolle, aber gefahrenhaltige Situationen, Handlungen, Unternehmungen. Wagniserziehung soll beim Erlernen des notwendigen Risikomanagements begleiten und helfen, verantwortungsbewusst mit Bedrohungen umzugehen.

## Begriff und Zielausrichtung
Im Gegensatz zur reinen Risikohandlung, die häufig Selbstzweckcharakter annimmt (Kick, Thrill, Nervenkitzel), findet sich die Wagnishandlung in der einschlägigen humanwissenschaftlichen Literatur nahezu durchgängig mit einer ethischen Zielausrichtung verbunden (Wagnis Ehe, Wagnis Glaube, Wagnissport). Die wertvolle Zielsetzung lohnt es, sich für den erwarteten Gewinn durch das Wagnis gewissen Gefahren auszusetzen.
Wagnisbereitschaften und Wagniskompetenzen in verschiedenen Lebensbereichen werden nach Warwitz (Sinnsuche im Wagnis) als notwendige menschliche Leistungspotenziale verstanden, die der Entwicklung der Persönlichkeit Impulse geben, der Wertschöpfung und qualifizierten gesellschaftlichen Teilhabe dienen und somit eine wichtige Funktion auch im aktiven Selbstbildungsprozess des Einzelnen haben.

## Lehr- und Lerninhalte

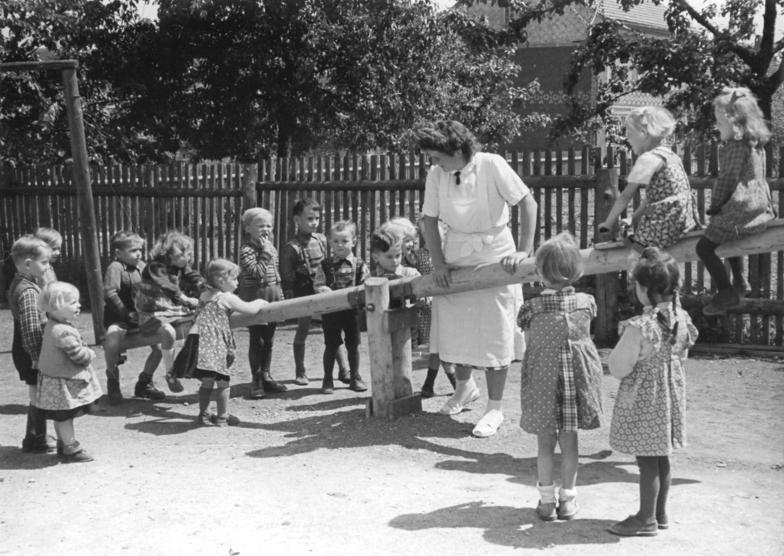
Wagniserziehung im Kindergarten (Thüringen 1955)

Wagniserziehung lehrt Wertausrichtung, wirklichkeitsgerechtes Gefahrenbewusstsein, nüchterne Selbsteinschätzung und eigene Verantwortungsübernahme in kritischen Situationen. Sie strebt eine Kompetenzausbildung im Umgang mit Risiken an.
Wer sich im Wagen hohen Risiken aussetzt, muss vom Wert des möglichen Wagnisgewinns überzeugt sein, denn Risiken können Opfer fordern.
Wagniserziehung beginnt bereits mit der Ermunterung des Kleinkinds, sich bestimmten Herausforderungen der Umwelt zu stellen (z. B. auf etwas hinauf zu klettern, ins Wasser zu gehen etc.). Sie bestärkt den Jugendlichen, sich Prüfungen seines Wissens, Könnens und Charakters zu stellen (sinnvolle Mutproben). Angemessenes Wagnisverhalten (z. B. Zivilcourage bei Belästigung oder Gefährdung Schwächerer) ist jedem Alter und Geschlecht zugänglich und ethisch zuträglich.
Ein wesentliches Lehr- und Lernfeld ist auch der angemessene Umgang mit Ängsten, mit begründeten und unbegründeten, mit Angststörungen (Phobien) wie der Akrophobie und Panikattacken. Schließlich spielen gruppendynamische Prozesse beim Wagen, die reflektierte Eingliederung in ein gemeinschaftliches Wagnisvorhaben, aber auch der Mut zum Widerstand gegen wertlose Risikounternehmungen und die Befähigung zu deren Beurteilung eine wichtige Rolle im Lehrkanon.

## Folgen der Vernachlässigung
Ein übersteigertes (auch falsch verstandenes) Sicherheitsbedürfnis verhindert in der familiären Erziehung häufig die notwendige Konfrontation mit Gefahren (Problem Elterntaxi). Zudem beeinträchtigen restriktive gesetzliche Auflagen, entsprechende Regressbefürchtungen der Lehrpersonen und eine verbreitete gesellschaftliche Missbilligung gefahrenhaltiger Handlungen (abwertende Begriffe wie Risikosportler, Risiker) auch im Schulbereich oft die Entwicklung einer gesunden Wagnisbereitschaft und Wagnisfähigkeit. Dies kann zu teilweise dramatischen Defiziten in der Persönlichkeitsentfaltung führen (Wasserscheu, Höhenangst, mangelnde Zivilcourage etc.) sowie zu Einschränkungen der Lebensmöglichkeiten (Karriereknick durch Scheu vor Prüfungen, Wettbewerb und Konkurrenz). Eine mangelhafte oder gar fehlende Wagniserziehung kann wegen der Orientierungslosigkeit bei dynamischen Kindern und Jugendlichen auch zu Risikohandeln ohne Sinnausrichtung führen (Vandalismus, Rowdytum).
Im sozialen Rahmen registriert der Wagnisforscher Siegbert A. Warwitz eine Abnahme der Bereitschaft zu Eigenverantwortung und Zivilcourage und stattdessen starke Tendenzen zu einer Vollkasko-Mentalität und zu Fremdverschiebungen von Verantwortung in den westlichen Gesellschaften. Das nach wie vor vorhandene Abenteuerbedürfnis soll möglichst TÜV-abgesichert sein. In ähnlicher Weise kritisierte der Philosoph Richard D. Precht auf dem International Mountain Summit Kongress in Brixen 2013 den lethargisch und antriebsarm werdenden Durchschnittsbürger, der Gefahr läuft, weitestgehend fremdbestimmt zu leben.

## Gesellschaftliche Repräsentanz
Wagniserfahrung ist ein zentraler Bestandteil der Erlebnispädagogik., wie sie auf Abenteuerspielplätzen, in den Outward Bound-Schulen, in den Hochseilgärten, in vielen Jugendorganisationen, im Sportunterricht, in der Kinderbetreuung, in der Erwachsenenbildung und in der Teamentwicklung betrieben wird. Der Pädagoge und Politiker Kurt Hahn, der als Vater der Outward-Bound-Bewegung und der Erlebnispädagogik gilt, hat mit seinen zahlreichen Schulgründungen im In- und Ausland, u. a. von Schloss Salem/Deutschland und Gordonstoun/Schottland, dem Gedanken und der Verbreitung der Wagniserziehung wesentliche Impulse gegeben.
Außerhalb dieser Angebote ist gezielte Wagniserfahrung aber eher selten zu finden und wird deshalb oft anderswo gesucht (im Straßenverkehr, beim Extremsport, im Glücksspiel, an der Börse). Die Erziehung zum Wagnis bleibt in der Realität trotz des viel beschworenen, nachweisbaren Bildungswerts und der beklagten Abnahme von Zivilcourage, Eigeninitiative, Selbstverantwortung und anderen gesellschaftlichen Tugenden weitestgehend einzelnen Erziehungsfeldern wie der Verkehrserziehung, engagierten Sportlehrern, Institutionen und Organisationen wie dem Deutschen Alpenverein (DAV) oder den Privatschulen der Outward-Bound-Bewegung überlassen, die dem Wagnisbedürfnis der Jugend und deren wertorientierter pädagogischer Förderung allerdings große Bedeutung zumessen. Nach Schleske, Warwitz, Lang oder Scholz. sollte Wagniserziehung ein elementarer Bestandteil jeder vollwertigen Erziehung in Elternhaus, Kindergarten, Hort und Schule sein.